# Puente de Grosvenor
Grosvenor Bridge, a menudo llamado Victoria Railway Bridge, es un puente ferroviario sobre el río Támesis en Londres, entre Vauxhall Bridge y Chelsea Bridge. En realidad consta de dos puentes, ambos construidos a mediados del siglo XIX. El lado oriental fue construido por la empresa London, Chatham and Dover Railway entre 1858 y 1860 para llevar a los trenes a la Victoria Station; fue el primer puente ferroviario que cruzaba el Támesis en el centro de Londres. El lado occidental fue construido la compañía London, Brighton and South Coast Railway. Ambos puentes se reconstruyeron en acero entre 1963 y 1967,los pilares originales fueron encofrados con hormigón.
En la orilla norte se encuentra Pimlico al norte y al este; y al oeste Chelsea. El Lister Hospital y el Royal Chelsea Hospital se encuentran inmediatamente al noroeste. En la orilla sur se sitúa Nine Elms al este, y al oeste Battersea. La Battersea Power Station está inmediatamente al sur del puente, y Battersea Park, al suroeste.